# Kawhia (Neuseeland)
Kawhia ist ein Dorf im Otorohanga District der Region Waikato auf der Nordinsel von Neuseeland.

## Geographie
Das Dorf liegt rund 50 km südwestlich von Hamilton im nordwestlichen Teil des Kawhia Harbour, eines von der Tasmansee nach Osten ins Landesinnere reichenden Naturhafens. Das Dorf befindet sich gemeinsam mit den Siedlungen Aotea und Okapu auf einer Halbinsel, die diesen vom kleineren Aotea Harbour im Norden trennt.
Vom in Ost-West-Richtung verlaufenden New Zealand State Highway 31 liegt Kāwhia rund 15 Straßenkilometer entfernt.

## Geschichte
Nach der Legende der Māori war Kāwhia der Platz, an dem das Kanu Tainui Waka erstmals anlegte.  Dieser Ort wird von einem den Ureinwohnern heiligen großen Pohutukawa-Baum gekennzeichnet, der der größte in Neuseeland ist.
Kāwhia war in der frühen Kolonialzeit ein wichtiger Hafen. Das Gebiet von etwa 20 Hektar, auf dem sich die Siedlung befindet, wurde 1880 von der Regierung einem Europäer abgekauft, der seinerzeit das Land beanspruchte. Māori, als ursprüngliche Eigentümer des Landes hatten wegen Schulden das Recht auf das Land verwirkt.

## Bevölkerung
Zum Zensus des Jahres 2013 zählte der Ort 339 Einwohner, 813,1 % weniger als zur Volkszählung im Jahr 2006.

## Bildung
Die Kāwhia School ist eine Grundschule, die 2011 57 Schüler hatte.

## Freizeit
Der Ort hat einen langen Sandstrand und einen Golfplatz. Westlich des Ortes liegen am Strand die Te Puia Hot Springs, hier tritt am Strand Thermalwasser aus, in dem man bei Ebbe baden kann, wenn man sich eine Grube in den Sand gräbt. Zu Neujahr wird im Ort jährlich ein Ruderregatta mit Walbooten veranstaltet.